# 马常嫔
馬常嬪（？—1557年），明朝嘉靖帝朱厚熜之嬪（一作妃）。

## 生平
根據《明世宗肅皇帝實錄》的記載，嘉靖三十六年（1557年）十月初十日，「未封妃馬氏」薨逝，追封為常妃，「喪儀如常嬪黃氏例」。這似乎表明馬氏原為未封妃，去世後被追封為常妃，然而嘉靖三十八年（1559年）五月十七日，未封劉氏薨逝時，嘉靖帝曾下旨讓其喪禮依照「常嬪馬氏」之例舉行，此處之馬常嬪可能即為嘉靖三十六年薨逝的馬氏。馬氏死後葬於金山皇族園寢，相關的墓地史料亦皆稱呼她為「常嬪馬氏」。根據《太常續考》的記載，馬常嬪與耿平妃、吳定妃、李順妃、王懷妃、張安妃、黃御嬪、趙宛嬪、王懷嬪於金山合葬同一墓，葬地位於西山紅石口。
正史未記載馬常嬪的入宮時間與年齡。根據《鉅鹿縣志》的記載，同知馬時中之女馬常嬪年幼時就具有誠摯純厚的性情，長大後「端莊凝重，寡言笑」，相面的人說她不是尋常女子。到了及笄之年，馬氏被父親推薦進宮，侍奉嘉靖帝，深受禮遇，被冊封為常嬪。馬常嬪去世之後，陪葬於天壽山，父親馬時中亦被封為中順大夫。此處可能將馬常嬪與馬景之女榮安貞妃馬氏的生平事蹟混淆合二为一。